# François Hincker
Pour les articles homonymes, voir Hincker.
François Hincker est un historien moderniste, spécialiste de la Révolution française et un homme politique français né le 6 mars 1937 à Paris 15e, où il est mort le 5 février 1998. 

## Biographie
Après des études parisiennes où il fréquente le lycée Janson-de-Sailly, puis la Sorbonne, il obtient le diplôme d'études supérieure d'Histoire en 1959, puis l'agrégation en 1961.
Il enseigne d'abord dans le Nord, notamment à Valenciennes, où il a pour collègue Antoine Casanova, puis à partir de 1963 au lycée Voltaire, à Paris.
Il entame en 1967 son travail de thèse, sous la direction d'Ernest Labrousse, consacrée aux prix et salaires à Paris sous l'Ancien Régime. Assistant à la Sorbonne en 1967, il devient maitre-assistant en 1975, et maître de conférences à l'Université Paris I.
Avec son épouse, Monique, il publie l'appareil de notes d'une édition de l'Esquisse d’un tableau historique des progrès de l’esprit humain de Condorcet.
Monique et François Hincker sont les parents de quatre enfants : Catherine, Louis, Mathilde et Vincent.
Il meurt le 5 février 1998, et est enterré au cimetière de Cassanus, commune de Causse-et-Diège (Aveyron).

## Intellectuel communiste
En parallèle de sa carrière universitaire, François Hincker s'engage dans l'action militante. Militant de l'UNEF, il adhère au Parti communiste français en 1955 et entre au bureau national de l'UEC en 1959.
Militant communiste parisien pendant les années 1960 et 1970, il concentre son travail militant dans le domaine théorique et intellectuel, étant un des animateurs de la revue La Nouvelle Critique. Il obtient sa première responsabilité importante en 1974, lorsque Roland Leroy, dont il est un des proches, le désigne comme secrétaire de la commission des "intellectuels". En 1976, il entre au comité central du PCF.

Lors du congrès suivant, cependant, il n'est pas proposé par la direction pour le renouvellement de son mandat, payant sans doute l'attitude très défavorable à la rupture de l'union de la gauche de la rédaction de La Nouvelle Critique. 
Il perd aussi ses responsabilités au secteur "intellectuels" du PCF, qui est réorganisé, avant que la direction du parti ne décide d'arrêter la publication de La Nouvelle Critique. Il est cependant chargé de la rédaction en chef de la nouvelle revue du parti, Révolution, mais finit par en démissionner en juin 1980, en désaccord avec la ligne politique imposée par la direction du parti.
Il rejoint alors le groupe de militants proches d'Henri Fiszbin et devient rédacteur en chef de Rencontres communistes hebdo. Comme l'ensemble de l'équipe des Rencontres communistes, il est exclu du parti en octobre 1981. Comme les autres militants de ce groupe, il se rapproche du Parti Socialiste à la fin des années 1980, mais s'éloigne rapidement de la vie politique pour se consacrer à une activité de réflexion et d'études.

## Publications

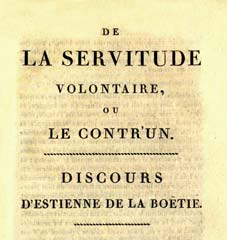

- Avec Michel Simon, Jacques Milhau, Roland Weyl et Michel Verret, Après de Gaulle ? La République !, Paris, [1962].
- La Boétie. Œuvres politiques. Discours sur la servitude volontaire (texte intégral). Mémoire sur l'édit de janvier 1562 (extraits). [Présentation et notes], Paris, Éditions sociales, 1963.
- Condorcet. Esquisse d'un tableau historique des progrès de l'esprit humain. Introduction et notes par Monique et François Hincker, Paris, Éditions sociales, 1966
- En collaboration avec Charles Feld, Paris au front d'insurgé, la Commune en images, Paris, Livre-club Diderot, 1970.
- Les communistes et l'État, en collab., Éditions sociales, 1976.
- Les Français devant l'impôt sous l'Ancien régime, Paris, Flammarion, 1971.
- Le Capitalisme de la révolution industrielle au capitalisme monopoliste d'État, Paris, 19 rue Saint-Georges, 1971.
- Avec Maurice Goldring et Colette Detraz, La Grande-Bretagne en crise, Paris, Éditions sociales, 1972.
- Avec Germaine Willard, Victor Joannès, Jean Elleinstein, De la Guerre à la Libération- La France de 1939 à 1945, Paris, Éditions sociales, 1972.
- Avec Danielle Tartakowsky, Claudine Cardon, Germaine Willard… [et al.], Les Mouvements populaires : les masses et le P.C.F, Paris, Paris, Institut Maurice Thorez, 1973.
- Expériences bancaires sous l'Ancien régime, [Textes choisis et présentés], Paris, PUF, 1974.
- Problèmes.Histoire, Paris, Éditions sociales, 1975.
- Avec Jean Duma, Michel Margairaz, Georges Cogniot… [et al.], L'Histoire, Paris, L'École et la nation, 1981.
- Le Parti communiste au carrefour : essai sur quinze ans de son histoire, 1965-1981, Paris, A.Michel, 1981.
- La Révolution française et l'économie : décollage ou catastrophe ?, Paris, Nathan, coll. « Circa » (no 3), 1989, 224 p. (ISBN 2-09-188965-2, présentation en ligne).
- Avec Pierre-Marc de Biasi et Jacques Body, L'Histoire : Condorcet, Flaubert, Giraudoux, Paris, Belin, 1989.
- L'Europe des Lumières, Paris, la Documentation française, 1991.
- Sous la direction de Pierre Saly ; [avec la collab. de] François Hincker, Marie-Claude L'Huillier, Michel Zimmermann : La dissertation en histoire, Paris, Armand Colin, 1994. (nombreuses rééditions)
- L'impérialisme aujourd'hui, [dossier rassemblé par François Hincker et Michael Löwy], Paris, PUF, 1995.